# Domaine de la Couronne
Ne doit pas être confondu avec Domaine royal français.

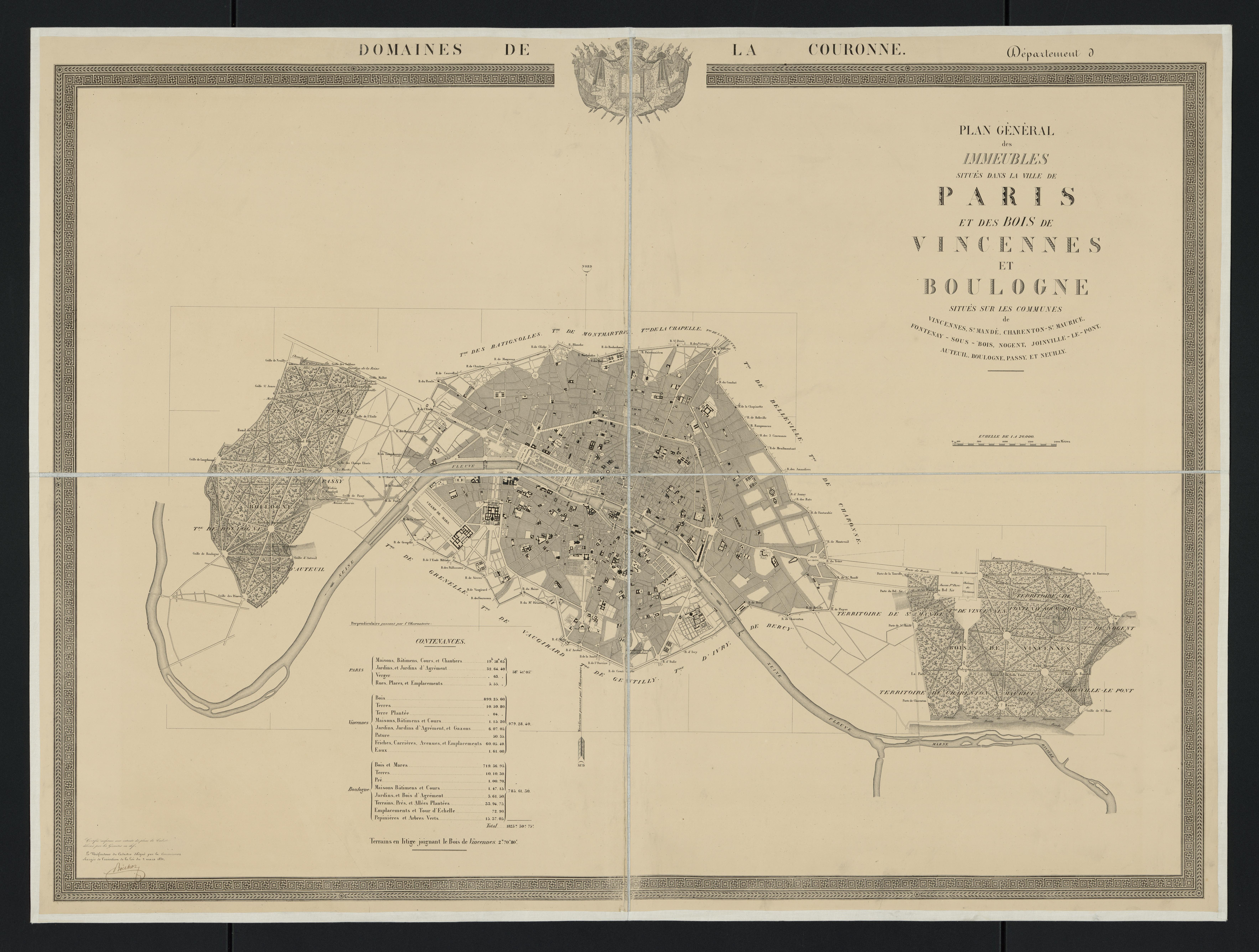
Domaines de la Couronne. Plan général des immeubles situés dans la ville de Paris et des bois de Vincennes et Boulogne situés sur les communes de Vincennes, Saint-Mandé, Charenton-St-Maurice, Fontenay-sous-Bois, Nogent, Joinville-le-Pont, Auteuil, Boulogne, Passy et Neuilly.

Le domaine de la Couronne est sous la royauté l'ensemble du patrimoine qui est attaché à la souveraineté et qui est considéré comme public et inaliénable. En ce sens, il s'oppose au domaine privé et au domaine étranger.
En France, le domaine de la Couronne se divisait en grand et petit domaine, le domaine royal correspondant au domaine public et le domaine du roi correspondant à la part du domaine royal possédé ou attribué en propre au roi, qui n'avait par principe ni patrimoine ni vie privée.

## Grand domaine
Le grand domaine de la Couronne comporte le sol, le sous-sol et d'une façon générale tout ce qui était désigné comme royal et, depuis la Révolution française, comme national: les routes royales (actuellement routes nationales), les rivières navigables, les canaux, les ports, les fortifications, et arsenaux royaux, les rivages, les forêts royales (actuellement forêts domaniales), les institutions royales avec leurs édifices publics (collèges royaux, académies royales, hôpitaux royaux, abbayes royales, cours royales de justices, manufactures royales), les dépôts royaux d'armes, de collections publiques (Bibliothèque royale etc.), d'étalons, de semences, le fisc royal, les servitudes d'intérêt public, la supériorité de la justice et de la propriété, le droit de retour des apanages et des concessions, le droit d'aubaine, les noms et appellations publiques.

## Petit domaine
Le petit domaine ou domaines du roi comprend les palais royaux, et les ressources fiscales revenaient au roi et à la Maison du roi. Il correspond à peu près actuellement au Crown Estate de la couronne britannique sauf que les rois de France n'avaient par principe ni patrimoine propre ni vie privée.